# 原田舞美
原田 舞美（はらだ まいみ、1990年10月19日 - ）は、日本の女優。埼玉県出身。身長152cm、血液型はA型。

## 出演

### バラエティ
- けんたろうとミクのワイワイキッズシリーズ（1999年、キッズステーション）初代ワイワイキッズ:まいちゃん

### テレビドラマ
- 星獣戦隊ギンガマン（1998年、EX）
- 大河ドラマ「葵 徳川三代」（2000年、NHK）：女一宮興子（幼少時）役
- 一絃の琴（2000年、NHK）：苗(幼少期)役
- 傷だらけのラブソング（2001年、フジテレビ）：川原由佳（幼少時）役
- 続・平成夫婦茶碗（2002年、日本テレビ）
- あした吹く風（2002年、NHK BS-hi）：タエコ役
- 金曜ドラマ「ママの遺伝子」（2002年、TBS）：早見桜役
- 女と愛とミステリー「パートタイム探偵1」（2002年12月、テレビ東京） ‐ 渋沢あゆみ
- 真実一路（2003年、東海テレビ）：守川しず子役
- 月曜ミステリー劇場「ざこ検事 潮貞志の事件簿 2」（2004年、TBS）
- 愛の劇場「よい子の味方」（2004年、TBS）：香坂可奈子役
- BIO PLANET 生物彗星WoO 第5話「迎撃命令」（2006年、NHK BS-Hi）：近藤歩美役
- 浅草ふくまる旅館（2007年、TBS）：谷村香織(少女期)役
- 金曜プレステージ「お母さん ぼくが生まれてごめんなさい」（2007年、フジテレビ）
- 弁護士・茜沢翔子の人生相談承ります！（2008年、EX）：茜沢星代役
- 梅ちゃん先生（2012年、NHK）：医専女学生役

### CM
- 旭化成「ヘーベルハウス」
- インテル「店頭用ビデオ」
- グリコ「熱カレー」
- テクモ「スカイモンスター」
- マクドナルド「チキンマックナゲット」
- スタッフサービス
- ルートインジャパン
- コスモ石油「ジグソーパズル」篇（兼・ラジオ広告「ゼロフレア」篇）ナレーション
- セキスイハイム（2006年）
- NTT東日本「DENPO」（2008年）
- NHK BSデジタル放送推進CM（2010年）
- 日本コカ・コーラ「ジョージア」（2011年）
- 片柳学園「日本工学院専門学校」（2011年）
- ネイチャーラボ「飲んでチョーキレイ」（2011年）
- セブンイレブン（2011年）
- 朝日生命＜スマイルピクチャ篇＞（2012年）
- NTT Docomo（2014年）

### FILM
- 闇金ウシジマくん（2012年、監督：山口雅俊）：あすか役
- 東宝映画「舞妓Haaaan!!!」（2007年、監督：水田伸生）：新舞妓役

### PV
- NERDHEAD「MY GIRL」(2012年11月)